# Billy Hart

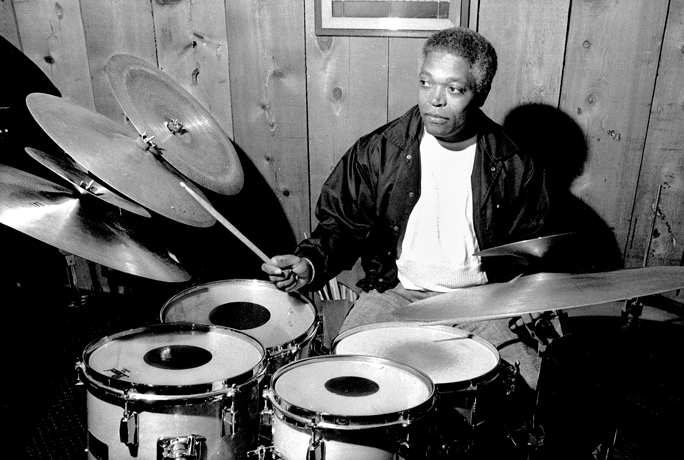
Billy Hart 2010 (Foto:Brian McMillen)

William „Billy“ Hart (* 29. November 1940 in Washington, D.C.) ist ein US-amerikanischer Jazz-Schlagzeuger.

## Leben und Wirken
Hart trat zunächst in Washington mit Otis Redding und Sam & Dave auf, Ende der 1950er Jahre dann bereits mit Buck Hill und mit Shirley Horn. 1961 arbeitete er mit den Montgomery Brothers (Buddy, Monk und Wes Montgomery), 1964 bis 1966 mit Jimmy Smith, dann bis 1968 mit Wes Montgomery. Nach dessen Tod zog er nach New York City, wo er mit McCoy Tyner, Wayne Shorter und Joe Zawinul aufnahm und mit Eddie Harris, Pharoah Sanders (Izipho Zam (My Gifts), 1973) und Marian McPartland spielte. Von 1969 bis 1973 war er Mitglied von Herbie Hancocks Sextett und wirkte mit Hancock bei Bennie Maupins ECM-Album The Jewel in the Lotus (1974) mit. Danach spielte er in den Gruppen von McCoy Tyner (1973/74) und von Stan Getz (anschließend bis 1977), außerdem mit Miles Davis, Karlheinz Miklin, Joanne Brackeen, Charles Lloyd, Kenny Werner, Angelica Sanchez (Sparkle Beings, 2022) und mit Johannes Enders. In seinem Quartett spielten Mark Turner, Ethan Iverson und Ben Street. Seit 2007 arbeitet er zudem mit der All-Star-Formation The Cookers.
Hart hat seit der Mitte der 1970er Jahre sehr viel Lebenszeit in Kopenhagen verbracht – im Jazz gilt er als einer der herausragenden Americans in Europe. Neben seinen Aufnahmen als Bandleader ist Hart auf mehr als sechshundert Alben als Sideman zu hören. Im Bereich des Jazz war er laut Tom Lord zwischen 1961 und 2019 an 646 Aufnahmesessions beteiligt.  Er gilt als einer der versiertesten und vielseitigsten Jazz-Schlagzeuger der Gegenwart. Seit den frühen 1990ern ist er in der Lehre sowohl am Oberlin Konservatorium als auch am New England Conservatory of Music und der Western Michigan University engagiert.

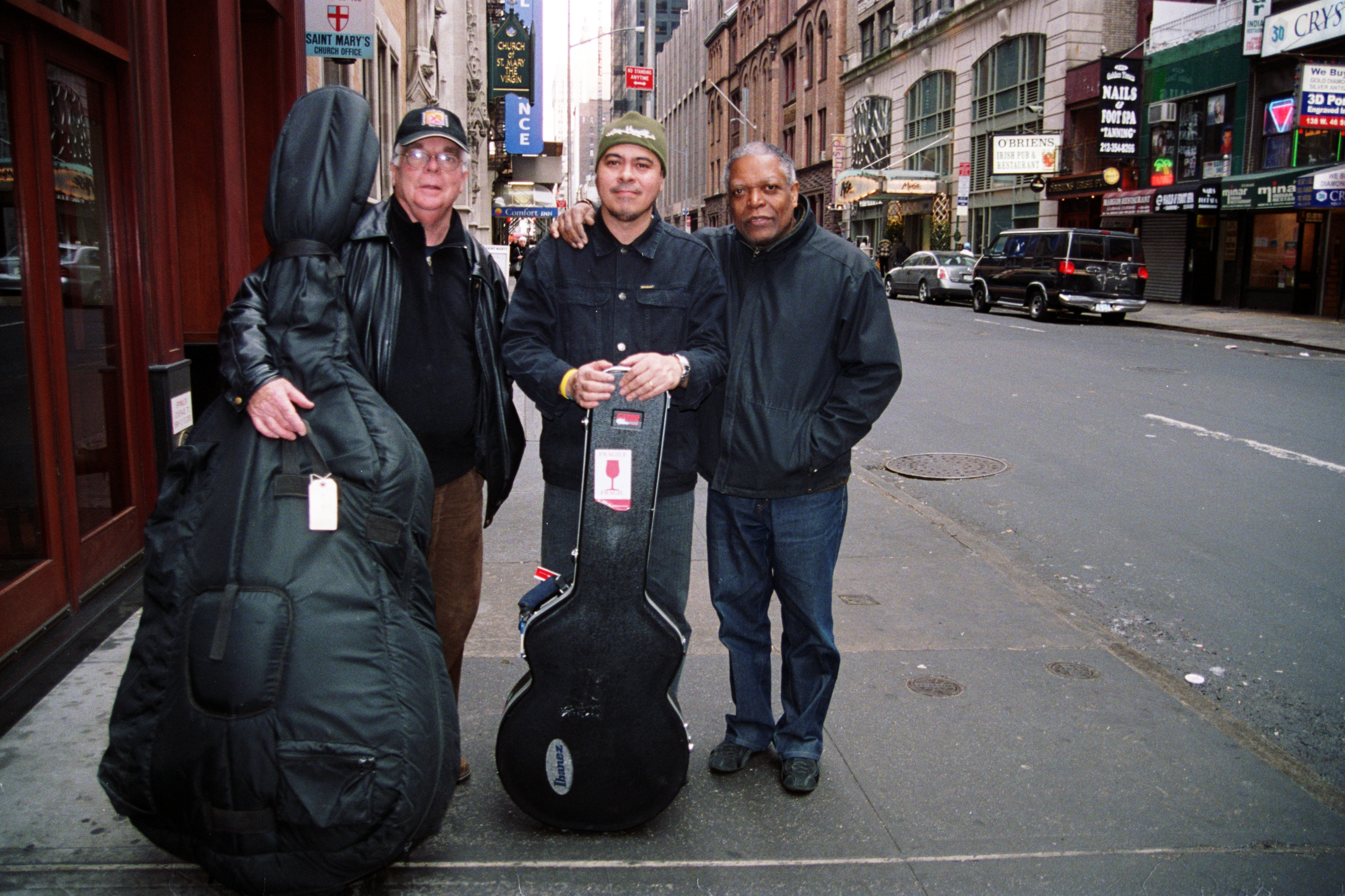
Billy Hart (rechts) mit Ron Mc Clure (links) und Johnny Alegre (Mitte), 2011

## Diskographische Hinweise
- Enchance mit Thabo Michael Carvin, Eddie Henderson, Dave Holland, Oliver Lake, Hannibal Marvin Peterson, Don Pullen, Dewey Redman, Buster Williams, 1977
- The Trio mit Walter Bishop, Jr., George Mraz, 1978
- Oshumare mit Manolo Badrena, Steve Coleman, Kevin Eubanks, Bill Frisell, Mark Gray, Dave Holland, Kenny Kirkland, Didier Lockwood, Branford Marsalis, 1985
- Rah mit Kevin Eubanks, Bill Frisell, Eddie Gómez, Mark Grey, Eddie Henderson, Kenny Kirkland, Dave Liebman, Ralph Moore, Caris Visentin, 1987
- Take It Easy mit Klaus Ignatzek, Ron McClure, 1989
- Firebird mit Tom Knific, Trent Kynaston, Steve Zegree, 1992
- Amethyst mit Marc Copland, Santi Debriano, Mark Feldman, David Fiuczynski, Dave Kikoski, John Stubblefield, 1993
- Oceans of Time mit Santi Debriano, Mark Feldman, David Fiuczynski, Dave Kikoski, Chris Potter, John Stubblefield, 1997
- Quartet mit Ethan Iverson, Ben Street, 2006
- Route F, 2006
- Live at the Cafe Damberd (Enja), mit Johannes Enders, Martin Zenker, 2008
- Sixty-Eight (SteepleChase Records), mit Jason Palmer, Logan Richardson, Michael Pinto, Dan Tepfer, Chris Tordini
- All Our Reasons (ECM, 2012), mit Mark Turner, Ethan Iverson, Ben Street
- John Tchicai, Charlie Kohlhase, Garrison Fewell, Cecil McBee, Billy Hart: Tribal Ghost (2014)
- One Is the Other (ECM), mit Mark Turner, Ethan Iverson, Ben Street
- The Broader Picture (Enja/Yellowbird, 2016), mit der WDR Big Band, Leitung Christophe Schweizer
- Stream (Enja/Yellowbird, 2020), mit Christophe Schweizer, Sebastian Gille, Pablo Held, Joris Teepe[2]
- Just (ECM/Universal, 2025), mit Mark Turner, Ethan Iverson, Ben Street